# Klipphyrax

Skalle. Hittade i Namibia i oktober 2012.

Klipphyrax (Procavia capensis) är en däggdjursart i familjen hyraxar och den enda arten i släktet Procavia. Den har också kallats klippdass eller klippgrävling.

## Utseende
Klipphyraxen är ungefär lika stor som en tamkanin. Den når en kroppslängd av 40 till 58 cm. Vikten för vuxna individer ligger mellan 1,8 och 5,4 kilogram. Pälsens färg varierar i olika nyanser av brunt och grått. Dess kroppsbyggnad kan jämföras med pipharar eller murmeldjur men de är inte närmare släkt med varandra. Anatomin visar alla kännetecken som är typiska för hyraxar. De främre extremiteternas har fyra tår med platta naglar som påminner om hovar. De bakre fötterna har tre tår, varav den mellersta är utrustad med en klo, medan de andra två har hovliknande naglar. Den har en körtel på ryggen som täcks av päls i annan färg (oftast svart, orange eller gul). Det lilla djurets närmsta levande släktingar är elefanter och sjökor, vilket morfologisk tydligast framgår av de två framtänderna i övre käken som kontinuerligt växer. Dessa tänder är böjda i en halvcirkel. Tandformeln för vuxna djur är I 1/2 C 0/0 P 4/4 M 3/3, alltså 34 tänder. Klipphyraxens har svanskotor men ingen synlig svans.

## Utbredning och systematik
Klipphyraxen förekommer i torra och klippiga områden över stora delar av Afrika och i västra Asien (se karta).
De flesta auktoriteter kategoriserar alla populationer av klipphyrax som samma art. Men det finns även andra uppfattningar. Till exempel skiljer Meester och Setzer i verket The Mammals of Africa från 1977 på fem arter:
- Procavia capensis - förekommer i södra och sydöstra Afrika.
- Procavia welwitschii - förekommer i Angola och Namibia.
- Procavia johnstoni - förekommer i centrala Afrika.
- Procavia ruficeps - förekommer i västra och nordvästra Afrika.
- Procavia syriaca - förekommer i östra Afrika, Egypten och västra Asien.

En molekylärgenetisk undersökning från 1991 av klipphyraxen visade att enbart den sydafrikanska populationen uppvisade två väl avgränsade klader, en nordvästlig och en sydcentral, vilket indikerar att det kan röra sig om två arter. I samband med Mammalian Genome Project blev artens genom kartlagt och offentliggjort.

## Ekologi
Klipphyraxen lever i familjer som ibland bildar större kolonier med upp till 100 individer. Den är vanligtvis dagaktiv och kan snabbt röra sig på klippor. Ibland observeras de under varma nätter med fullmåne. Vid fara söker djuret skydd i bergssprickor eller andra gömställen. Vid kyligt väder eller regn stannar de vanligen i sina bon. Under natten sänks kroppstemperaturen ungefär 4 °C för att spara energi. Därför börjar de dagen med att solbada innan andra uppgifter.
Klipphyraxen är en växtätare och klättrar ibland upp i träd för att hämta föda. Födan utgörs främst av färskt gräs, växtskott och färska löv. Dessutom äter arten kvistar, frukter och bär. Sitt vätskebehov tillfredsställer de vanligen med vattnet som finns i födan men de dricker även ur pölar där det finns. I motsats till flera andra växtätare behöver de inte mycket tid för att smälta födan.
Kolonierna består av en eller flera familjer med omkring 10 medlemmar (2 till 25) vilka leds av en hanne. Till familjen hör ibland en underordnad hanne och annars bara honor och deras ungar. Familjerna har nästan ingen kontakt med varandra trots att de lever tätt bredvid varandra. Om en könsmogen hanne skulle råka komma in i reviret av en annan familj jagas den oftast bort av alfadjuret. Dessutom blir unga hannar som nått könsmognad bortjagade av fadern. Honor har inga avgränsade territorier och byter därför ibland grupp. I varje familj finns en eller flera individer som håller vakt och som varnar gruppen för fiender. Vid slutet av 1900-talet var ungefär 20 olika läten kända. Könsmogna hannar som inte etablerat en egen familj lever vanligen ensamma.
Fortplantningen sker i de norra delarna av utbredningsområdet i augusti/september och i sydliga regioner mellan augusti och november. Efter dräktigheten, som varar 200 till 245 dagar, föder honan en till sex ungar. Nyfödda ungar väger cirka 200 gram, har öppna ögon och uppträder redan efter första dagen utanför boet. De börjar efter ungefär två veckor med fast föda men dias vanligen under en till fem månader. Könsmognaden infaller efter ett år och 4 till 5 månader. Djur i fångenskap har uppnått en ålder av 11 år.
Till klipphyraxens fiender räknas bland annat leoparder, schakaler, manguster, vesslor och rovfåglar. Om klipphyraxen inte lyckas att undkomma biter den mot fienden för att freda sig.

## Klipphyrax och människan

### Hot och status
I vissa afrikanska stater som Egypten jagas klipphyraxar för köttets och pälsens skull. I vissa områden jagas den eftersom den anses vara en konkurrent med får och andra boskapsdjur. Den utpekas och bekämpas regionalt som skadedjur på odlade växter. Djurrättsaktivister menar däremot att denna konkurrens utmålas överdriven.
Beståndets utveckling är inte känt men IUCN listar klipphyrax som livskraftig (LC) på grund av det stora utbredningsområdet och då arten lever i flera skyddade regioner.

### Kulturhistoria

#### Gamla testamentet
Klipphyraxen, eller klippdassen, omnämns på inte mindre än fyra ställen i 1917 års version av Bibeln, alla i Gamla testamentet:
- 3 Mos (11:4-5) "Men dessa skolen I icke äta av de idisslande djuren och av dem som hava klövar: kamelen, ty han idisslar väl, men har icke klövar, han skall gälla för eder såsom oren; klippdassen, ty han idisslar väl men har icke klövar, han skall gälla for eder såsom oren;"
- 5 Mos (14:7) "Men dessa skolen I icke äta av de idisslande djuren och av dem som hava genomkluvna klövar: kamelen, haren och klippdassen, ty de idissla väl, men de hava icke klövar, de skola gälla för eder som orena;"
- Ps (104:18) "Stenbockarna hava fått de höga bergen, klyftorna är klippdassarnas tillflykt."
- Ords (30:26) "klippdassarna äro ett folk med ringa kraft, men i klippan bygga de sig hus;"

#### Mumindalen
Klippdassen är en rollfigur i Tove Janssons Mumindal, där det är en varelse som avsätter klibbiga spår efter sina tassar och gnager på vad han kommer åt. Det finska namnet på denna figur är "Tahmatassu", vilket översatt till svenska betyder "klibbtass".

#### Joy Adamsons Pati-Pati
Ett känt exempel från verkligheten är den tama klipphyrax, Pati-Pati, som viltvårdaren, konstnären och författaren Joy Adamson hade i Kenya på 1950-talet. Adamson är mest känd för sitt framgångsrika försök att återföra det tama lejonet Elsa till ett liv i det vilda.